# Kanton Limours
Kanton Limours je francouzský kanton v departementu Essonne v regionu Île-de-France. Vznikl 20. července 1967.

## Složení kantonu
| Obec               | Počet obyvatel (2009) | PSČ   | INSEE       |
| ------------------ | --------------------- | ----- | ----------- |
| Boullay-les-Troux  | 657                   | 91470 | 91 3 13 093 |
| Briis-sous-Forges  | 3 346                 | 91640 | 91 3 13 111 |
| Courson-Monteloup  | 588                   | 91680 | 91 3 13 186 |
| Fontenay-lès-Briis | 1832                  | 91640 | 91 3 13 243 |
| Forges-les-Bains   | 3 711                 | 91470 | 91 3 13 249 |
| Gometz-la-Ville    | 1313                  | 91400 | 91 3 13 274 |
| Gometz-le-Châtel   | 2 426                 | 91940 | 91 3 13 275 |
| Janvry             | 594                   | 91640 | 91 3 13 319 |
| Les Molières       | 1950                  | 91470 | 91 3 13 411 |
| Limours            | 6 456                 | 91470 | 91 3 13 338 |
| Pecqueuse          | 613                   | 91470 | 91 3 13 482 |
| Vaugrigneuse       | 1252                  | 91640 | 91 3 13 634 |